# Union libérale républicaine

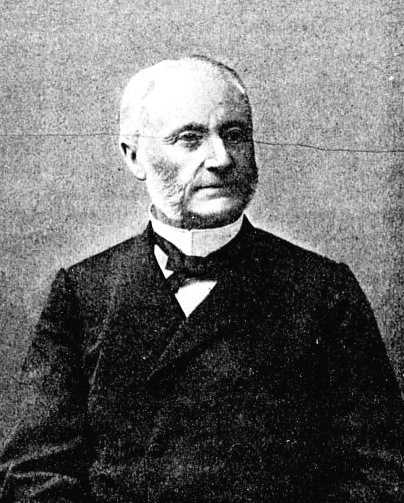
Henri Barboux

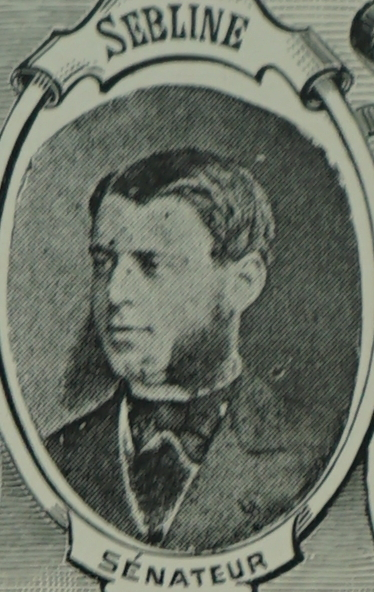
Charles Sébline

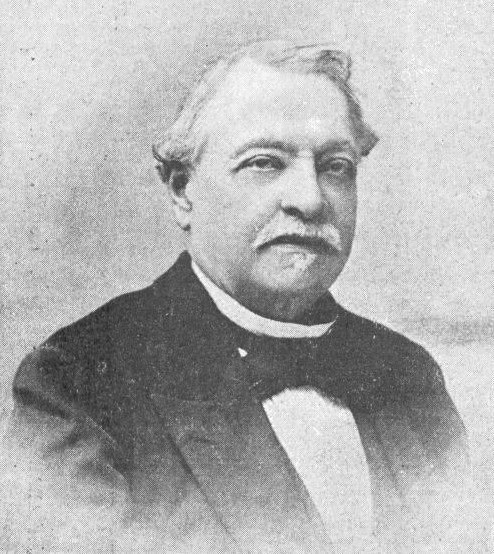
Léon Say

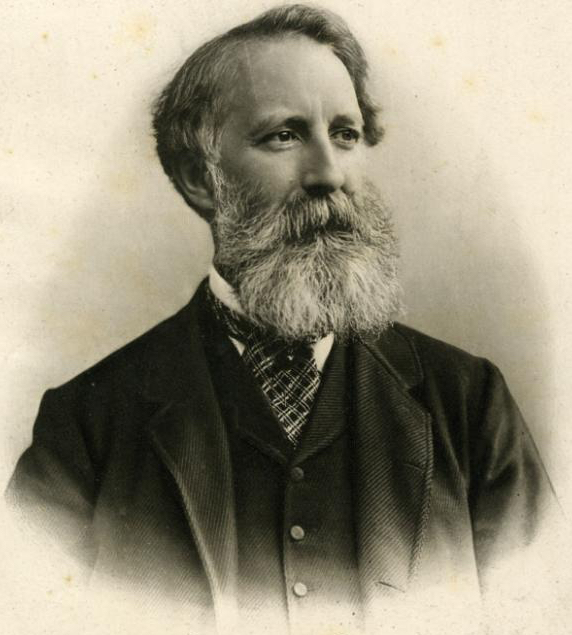
Georges Picot

Die Union libérale républicaine (Union der liberalen Republikaner) war eine bis zum Ende des 19. Jahrhunderts in der Dritten Republik in Frankreich bestehende liberale und konservative politische Gruppe.

## Geschichte

### Gründung und erste Aktionen
Ende der 1880er Jahre waren die wichtigsten politischen Strömungen der Republikaner hauptsächlich durch Parlamentsfraktionen und Zeitungen geprägt. Die Boulanger-Krise zwang sie zur Gründung von strukturierten Vereinigungen, um Propaganda und Wahlkampagnen zu koordinieren. Dies gilt insbesondere für die 1888 von den Républicains modérés gegründete Association nationale républicaine. Die gemäßigten und liberalen Republikaner wollten nicht zurückstehen und sahen ebenfalls die Notwendigkeit, sich zu organisieren. Als Nachfolger des Centre gauche, das in den 1870er Jahren unter Thiers seine Blütezeit erlebt hatte, behielten sie zwar im Senat einen gewissen Einfluss, waren aber in der Abgeordnetenkammer mit nur noch acht Abgeordneten zu einer Minderheit geworden. Im März 1889 gründeten sie daher auf Betreiben von Georges Patinot, dem Direktor des Journal des débats, die Union libérale. Dieser Name erinnert an die Koalition, die 1861 unter der Führung von Thiers gebildet wurde, um gemäßigte Republikaner und liberale Monarchisten, die Gegner des Zweiten Kaiserreichs waren zusammenzubringen.
Das Manifest der Union libérale richtete sich gegen den „Cäsarismus“ der Boulangisten, aber auch gegen den Radikalismus, dessen Ideen (Einkommensteuer, Trennung von Kirche und Staat, Verfassungsänderungen) die Liberalen ablehnten und forderte eine „liberale und entschieden konservative“ Republik. Das Dokument wurde im Journal des débats, dem wichtigsten Organ der neuen Formation, veröffentlicht und war von zahlreichen Persönlichkeiten aus der Bourgeoisie, der Industrie, dem Handel, den Banken, der Anwaltschaft und der Presse unterzeichnet.
Die Union liberale wurde von dem Wirtschaftsanwalts Henri Barboux geleitet; weitere Personen des linken Zentrums wie die Senatoren Léon Say und Charles Sébline und der Jurist Georges Picot gehörten dem Leitungskomitee an. Dieses „Komitee der Rue Baillif“ (sein Generalsekretär wohnte in der Rue Baillif Nr. 9) wurde insgeheim vom Herzog von Aumale unterstützt, der ihm eine beträchtliche Geldsumme zukommen ließ und so den liberalen Kandidaten bei den Parlamentswahlen von 1889 zu fast fünfzig Sitzen verhalf. Im März 1890 wurde die Union libérale für die Kommunalwahlen wiederbelebt, indem sie einen festen Sitz in der Rue de la Ville-l’Évêque 15 einrichtete, eine antiradikale Zeitung mit dem Titel Paris électoral herausgab und gemäßigte Kandidaten unterstützte, die sechs Sitze gewannen.

### Übergang zur Féderation libérale
Die Union libérale wurde Anfang 1892 im Vorfeld der Parlamentswahlen des folgenden Jahres wieder aktiviert, um gegen den aufkommenden Sozialismus zu kämpfen und sich sowohl gegen den Antiklerikalismus der Radikalen (mit denen eine Koalition der „republikanischen Konzentration“ nun ausgeschlossen war) als auch gegen den Klerikalismus einiger ihrer Anhänger zu stellen. In dieser Zeit fügte die Vereinigung ihrem Namen das Anhängsel républicaine hinzu, um sich besser von der Gruppe der Union libérale de la Droite (oder Union libérale des Droites, beides Liberale Union der Rechten) unterscheiden zu können, einem neuen Ableger der Union des droites (monarchistische Gruppe) unter dem Vorsitz von Caillard d’Aillières.
Zwischen Ende 1895 und Anfang 1896 wurde die Union libérale républicaine ein drittes Mal aktiv, nachdem sie durch die Bildung einer von den Radikalen dominierten Regierung unter Léon Bourgeois alarmiert worden war. Im Hinblick auf die Parlamentswahlen von 1898 gründete sie lokale Komitees, organisierte Konferenzen in der Provinz, verteilte Propagandabroschüren und begann mit der Herausgabe eines monatlichen Bulletins. 1896 und 1897 wurden in Bordeaux und Lille Departementskomitees gegründet.
Trotz ihrer liberalen Grundhaltung vertrat die Union libérale républicaine auch protektionistische Positionen – zum Beispiel gegen den Freihandel (insbesondere Jules Méline). In der Dreyfus-Affäre bezog sie Position gegen den Antisemitismus. Sie unterstützte auch die Regierung Waldeck-Rousseau, obwohl dieser sozialistische und radikale Politiker wie Alexandre Millerand oder Ernest Monis angehörten.
Im November 1903 schloss sich die Union libérale républicaine mit der Association nationale républicaine und anderen mélinistischen Gruppierungen zu einer bürgerlichen Partei, der Fédération républicaine, zusammen.
Bereits 1893 hatte Jacques Piou, der Vorsitzende der Droite républicaine, eine republikanische Tory-Partei gefordert, die die Union libérale républicaine und die Ralliés vereinen sollte. Dieses Projekt wurde auch von Ernest Daudet unterstützt, der in den Kolumnen des Figaro urteilte, dass die beiden Parteien „schicksalhaft dazu bestimmt sind …, gemeinsam zu marschieren“. Nachdem die Ralliés 1902 schließlich ihre eigene Partei, die Action libérale populaire, gegründet hatten, kam es erst 1919 mit der Gründung des Bloc national zur Vereinigung in der Fédération républicaine, die bis in die 1940er Jahre die wichtigste Partei der Rechten blieb.

## Prominente Vertreter
Zu den bekanntesten Persönlichkeiten der Union libérale républicaine gehörten:
- Henri Barboux
- Agénor Bardoux (1829–1897), Staatsmann und Schriftsteller
- Jules Barthélemy-Saint-Hilaire (1805–1895), Gelehrter
- Jules Charles-Roux (1841–1918), Unternehmer und Politiker
- Francis Charmes (1848–1916), Journalist, Diplomat und Politiker
- Paul Deschanel (1855–1922), Politiker
- Adolphe Franck (1809–1893), Jurist und Philosoph
- Charles Jonnart (1857–1927), Politiker und Diplomat
- Anatole Leroy-Beaulieu (1842–1912), Publizist und Historiker
- Émile de Marcère (1828–1918), Staatsmann
- Alfred Mézières (1826–1915), Literaturwissenschaftler, Hochschulprofessor, Journalist und Politiker
- Henri d’Orléans, duc d’Aumale
- Frédéric Passy (1822–1912), Parlamentarier und Humanist
- Georges Patinot
- Georges Picot
- Alexandre Ribot (1842–1923), Politiker
- Edmond Rousse (1817–1906), Rechtsanwalt
- Léon Say
- Charles Sébline
- Ludovic Trarieux (1840–1904), Politiker